# إمارة شيخان
إمارة داسيني (بالكردية: میرگەها داسنیا، Mīrgaha Dāsiniyyā)، والمعروفة أيضًا باسم إمارة شيخان، كانت إمارة كردية يزيدية، اتخذت من منطقة شيخان مركزًا لها. حكمت هذه الإمارة قبيلة الداسيني منذ القرن التاسع وحتى عام 1832، حين سقطت بيد إمارة سوران بعد غزوها.

## إِقلِيم
شملت منطقة الداسيني السفوح الشمالية والشرقية لمدينة الموصل، بالإضافة إلى مناطق شيخان، ولاش، ودهوك الداسينيا، وقضاء خبات، وسميل، وسنجار.  وفي القرن السادس عشر، توسعت المنطقة لتشمل أربيل وكركوك في الجنوب الشرقي.

## التاريخ

### التاريخ المبكر
ظل الداسيني مخلصًا للعدوية، وهم أسلاف الإيزيديين. في عام 906، ثار الداسيني ضد الحكم الحمداني. ويذكر ياقوت الحموي أنهم كانوا يقيمون في "جبل داسين". في القرن الرابع عشر، أشار المؤرخ العربي العمري إلى أن الداسيني كانوا يقيمون في مدينة عكا. وفي القرن الخامس عشر، تعرضوا لهجوم من قبل إمارة بهدينان.

## الصراع مع سوران
في عهد سليمان القانوني عام 1534، تم تعيين مير حسين بيك الداسيني حاكمًا على منطقة إمارة سوران التي شملت أربيل وكركوك. كان والد حسين بيك، حسن بيك، قد تحالف مع العثمانيين بعد انتصارهم في معركة جالديران وكان معروفًا بمهارته الدبلوماسية والسياسية. بعد وفاة حسن بيك في عام 1534، خلفه ابنه حسين بيك في الحكم. على الرغم من الاضطهاد الذي تعرض له مسلمو سوران، استطاع الإيزيديون تحت قيادة حسين بيك الحفاظ على قوة سياسية وعسكرية كبيرة خلال فترة حكمه القصيرة، والتي كانت فترة نادرة من السلام والحرية من الاضطهاد.
رغم ذلك، عارض مسلمو سوران حكم حسين بيك الاستبدادي، وشنوا عدة محاولات للإطاحة بحكام الداسيني، وكانت المحاولات الأولى غير ناجحة وتم التصدي لها. في نهاية المطاف، شكلت سلالة أردلان الكردية المجاورة تحالفًا ضد حسين بيك، وتمكنت من الاستيلاء على أربيل أثناء غيابه، حيث كان في زيارة لشيخان أو إسطنبول وفقًا لبعض المصادر. وعلى الرغم من محاولاته لاستعادة المدينة، فقد فشل بسبب الدعم المحلي الذي كان يتمتع به الحكام المسلمون. أسفرت هذه المحاولة عن مقتل 500 محارب إيزيدي. بعد الهزيمة، تم استدعاء حسين بيك إلى إسطنبول حيث تم إعدامه.

## أتباع إمارة بهدينان
في القرن الثامن عشر، كانت إمارة داسيني خاضعة لإمارة بهدينان الكردية المسلمة، وهي إقطاعية شبه مستقلة كانت تحرس الحدود العثمانية في الشرق. كما شارك أمراء الإيزيديين في شيخان في عدة ثورات ضد إمارة العمادية. ففي عامي 1770 و1771، انضم بيداغ بيك، أمير شيخان في ذلك الوقت، إلى تمرد ضد أمير العمادية إسماعيل باشا. وفي النهاية، تم القبض على بيداغ بيك وتغريمه. وبعد 16 عامًا، شارك ابنه وخليفته، جولو بيك، في تمرد آخر، لكنه اضطر إلى التراجع في وقت لاحق. في عامي 1789 و1790، احتفظ جولو بلقب مير وشارك في معارك ضد العرب الطائيين الذين كانوا يغزون شيخان. ولكن في العام التالي، أعدم إسماعيل باشا جولو وشقيقه، وعين خنجر بيك ميرًا بدلاً منهما. ومع ذلك، وبعد حدوث خلافات مع خنجر، عاد منصب المير إلى الأسرة القديمة وتم استبدال خنجر بابن جولو بيك، حسن بيك.
سُجن جولو بيك مع أخيه، ثم نهبوا المدينة وبقوا فيها حتى وصل أحمد باشا، أمير بهدينان الذي كان يحكم عقرة. وعندما وصل، ساعد اليزيديون من قبيلة دينا في طرد الميزوريين من العمادية، واستعادة النظام في المدينة. وسعى أحمد باشا إلى إنهاء الصراعات بين القبائل والمصالحة مع جيرانه. وفي إطار هذه المساعي، أرسل الزعيم الإيزيدي علي بيك رسالة إلى الزعيم الميزوري علي آغا البالاتايي، معربًا عن رغبته في السلام والصداقة، وعرض عليه أن يكون راعيًا لختان ابنه. لكن أميرًا آخر من بهدينان، وهو سعيد باشا، أقنع مير علي بيك بقتل زعيم الميزوري والتخلص منه، وكان ينوي استبداله بزعيم قبلي آخر. وتشير بعض المصادر إلى أنه هدد مير علي بيك بقتل عائلته بأكملها إذا رفض تنفيذ ذلك.
استجاب علي آغا البالاتايي لدعوة مير علي بيك، وبعد أيام قليلة وصل برفقة عدد قليل من الحراس إلى بلدة بعدرة، حيث كان مقر إقامة العائلة الأميرية الإيزيدية. من غير المعروف ما إذا كان قد اصطحب حراسة صغيرة عن ازدراء تجاه الزعيم الإيزيدي، أم بدافع ثقته في مضيفه. عند وصوله، أمر علي بيك بقتل علي آغا وابنه سنجان آغا غدرًا. وقد أدانت هذه الجريمة جميع رجال الدين الإيزيديين وزعماء الطائفة، لأنها كانت تتعارض مع الشرائع والأعراف القبلية الإيزيدية. أثارت هذه الحادثة غضبًا كبيرًا بين الميزوريين، فاستفزتهم للقيام بغارة كبيرة على بلدة بادري. تحسبًا للهجوم، تمركز آلاف المحاربين الإيزيديين في بعدرة. ومع ذلك، تم إلغاء الغارة بسبب خوف الميزوريين من تجمع قوات بهدينان ضدهم، وذلك بعد أن أعلن باشا العمادية، الذي كان أيضًا أمير بهدينان وكان يشتبه في تورطه في مؤامرة اغتيال زعيم الميزوري، معارضته للغارة. وحاول الملا يحيى الميزوري، وهو ابن عم أو ابن أخ لزعيم الميزوري ورجل دين محترم، دون جدوى التوسل إلى الأمراء البهدينيين أحمد باشا وشقيقه سعيد باشا، الذين رفضوا اتخاذ إجراءات عقابية ضد الإيزيديين. وقد ألقوا باللوم على علي آغا لقبوله عرض علي بيك بسذاجة، واعتبروا مغامرته في زيارة بلدة عدوه دون حراسة كافية أمرًا غير حكيم. علاوة على ذلك، قاموا بقتل ابن الملا يحيى. نتيجة لذلك، لجأ الملا يحيى إلى حاكم سوران، محمد كور، الذي كان قد أصبح الحاكم الأقوى والأكثر استقلالية في كردستان.
في تلك الفترة، بدأ محمد كور في سك عملاته الخاصة وأعلن استقلاله عن الإمبراطورية العثمانية. وكان العثمانيون في ذلك الوقت مشغولين بثورة محمد علي باشا في مصر، الذي أعلن استقلاله عن الإمبراطورية العثمانية وضم العديد من الإمارات الكردية المجاورة إلى ممتلكاته. كان محمد علي باشا ينوي أيضًا السيطرة على إمارة بهدينان والأراضي الإيزيدية. وفي عام 1815، ولتوسيع سلطته، أعدم محمد كور عميه تيمور خان ووهبي بيك مع أبنائهما ليتخلص من منافسيه في الحكم. بعد ذلك، أقنعه الملا يحيى بإرسال قوة عقابية لمعاقبة الإيزيديين. تختلف الروايات حول كيفية إقناع الملا يحيى لمحمد باشا؛ إذ تشير بعض المصادر إلى أنه زار محمد باشا وطلب منه المساعدة بعد أن استمع والي بغداد لشكاوى الملا وأرسل رسالة إلى محمد باشا، حاثًا إياه على معاقبة الإيزيديين. بينما تقول روايات أخرى إن الملا يحيى زار محمد باشا مباشرة، حيث كان بينهما علاقة ودية.

## غزو سوران وسقوط إمارة داسن
جهز محمد كور جيشًا ضخمًا يتراوح عدده بين 40 إلى 50 ألف مقاتل لملاقاة الإيزيديين. قسم جيشه إلى مجموعتين: واحدة بقيادة أخيه رسول، والأخرى بقيادته هو شخصيًا. في آذار 1832، تقدمت هذه القوات عبر نهر الزاب الكبير، ودخلت أولًا قرية كلك داسنية الإيزيدية، حيث قتلت العديد من سكانها. كانت هذه القرية تقع بالقرب من أربيل وتشكل الحدود بين داسيني وإمارة سوران حتى القرن التاسع عشر. ثم استمرت القوات في تقدمها واستولت على المزيد من القرى الإيزيدية.
عند وصولها إلى شيخان، استولت قوات محمد باشا على قرية خطارة وتقدمت نحو ألقوش، حيث واجهت مقاومة من قوة مشتركة من الإيزيديين والبهدينانيين بقيادة يوسف عبدو، أحد زعماء البهدينانيين من العمادية، وبابا هرمز، رئيس الدير المسيحي في ألقوش، بعدها، غادرت القوات المشتركة مواقعها وانتقلت إلى بلدة بعدرة. كان علي بيك يرغب في التفاوض، لكن محمد كور، بتأثير من الملا يحيى الميزوري ومحمد خطي، رفض أي فرصة للمصالحة.
وفي شيخان، هُزم الإيزيديون ووقعوا ضحية لمذابح مدمرة، حيث تم ذبح كبار السن والشباب، بالإضافة إلى حالات اغتصاب واستعباد. تم نهب ممتلكات الإيزيديين، بما في ذلك الذهب والفضة، كما تم تغيير الطابع الديموغرافي للعديد من المدن والقرى التي كانت مأهولة بالإيزيديين سابقًا.
بعد ذلك، أرسل محمد باشا قوة كبيرة إلى شنكال حيث واجه مقاومة من الإيزيديين بقيادة زوجة علي بيك. بعد العديد من الهزائم، نجحت قوات محمد باشا في الاستيلاء على المنطقة. لجأ الإيزيديون الناجون من المجازر إلى مناطق بعيدة مثل طور عابدين وجبل الجودي ومنطقة شنكال.
وبعد السيطرة على معظم الأراضي الإيزيدية، أسرت قوات محمد باشا حوالي 10 آلاف إيزيدي، معظمهم من النساء والأطفال، وأخذتهم إلى راوندوز عاصمة الإمارة. عند وصولهم، طُلب من السجناء اعتناق الإسلام، فرفض العديد منهم، ومن بينهم علي بيك وحاشيته. وبسبب هذا الرفض، تم اقتيادهم وإعدامهم في غالي علي بيك، وهي المنطقة التي سُميت لاحقًا بشلال كلي علي بك.
كانت المجتمعات المسيحية أيضًا ضحايا للمذابح على طول طريق جيش محمد كور. فقد تم نهب مدينة ألقوش وأُعدم عدد كبير من سكانها، كما تم نهب دير الربان هرمزد، وأُعدم رهبانه بما في ذلك رئيس الدير جبرائيل دامبو. كما تم تدمير العديد من المخطوطات القديمة. لم يكن دير الشيخ متى استثناءً من هذه المذابح، حيث لقي نفس المصير.

## العلاقة مع الجيران
في شهر أيلول سنة 1219، استولى الشيخ عدي الثاني على أموال المسيحيين في ديري مار يوحنا وإيشوع صبران، وأقدم على قتل جميع الرهبان هناك. ويُروى أن مير داسيني أعلن قائلاً: "إذا وضع المسيحيون علامة الصليب على جباههم، فسيرفعونها فوق رؤوسهم".
وفي شهر نيسان سنة 1222، قام أمير داسيني بنهب قرية بشبيتة المسيحية وتدميرها، مما اضطر من تبقى من سكانها إلى الفرار نحو بلدة برطلة. ووفقاً لما نقله أوليا جلبي، فإن أي مسلم يلعن الشيطان أو يزيد أو الكلب الأسود كان يعرض نفسه لعقوبة الإعدام الفوري، كما كانت تُفرض العقوبة ذاتها على من يضرب كلباً أسود أو يدوس على بصلة.

## قائمة حكام داسيني
- حسن بيجي داسيني (؟ -1534)
- حسين بيغي داساني (1534)؛ خلال فترة حكمه القصيرة منحه سليمان القانوني العظيم إقليم سوران (أربيل وكركوك)، ويعتبر عهده العصر الذهبي للإمارة.[15]
- علي بيغي داسيني (1809-1832)؛ آخر حاكم ورئيس للداسيني، أعدمه مير محمد كور من سوران.[16]